# Aarón Galindo
Aarón Galindo Rubio (Cidade do México, 8 de maio de 1982) é um futebolista profissional mexicano, defensor, milita no Santos Laguna.

## Carreira
Galindo começou a praticar com CD Cruz Azul na tenra idade de seis anos, subindo as camadas jovens. Finalmente Galindo fez sua estréia com a primeira equipe na temporada de primavera de 2002, e foi uma partida sólida pela estação Clausura 2003. Galindo foi um membro da equipe nacional mexicana , e jogou por várias equipes de jovens mexicanos, um fermento para o U-23 da equipe na Olimpíada de Verão de 2004.
Dois jogos na Copa das Confederações 2005, Galindo, juntamente com seu companheiro (de clube e país) Salvador Carmona foram separados do resto da equipe nacional ficar em Göttingen, Alemanha. Inicialmente, os problemas disciplinares, foi a explicação dada pela Federação Mexicana para a separação, a federação confirmou mais tarde que ambos os jogadores testaram positivo para drogas de melhoria de desempenho. Os dois homens receberam uma proibição de um ano da competição, que proibia Galindo de jogar no Apertura 2005, Clausura 2006 estações, ea Copa do Mundo 2006.